# 愛にくちづけ
『愛にくちづけ』（あいにくちづけ）は、ニッポン放送で1983年10月15日から1985年3月31日まで、松田聖子がパーソナリティを務めたラジオ番組である。

## 概要
1983年3月まで放送されていた「SONY Night Square・松田聖子 夢で逢えたら」以来半年ぶりに始まった、ニッポン放送でのレギュラー番組となる。
一般のラジオ番組と同様、リスナーから投稿されたハガキを番組内で読んで紹介し、それに対してコメントを語ったり、放送当時の松田聖子自身の近況を話したりする普通のトーク番組である。
当初は土曜日の夜21:00からの30分枠であったが、1984年（昭和59年）4月からは日曜日深夜の24:00からの1時間枠に変更された。
- オープニングテーマ：「小さなラブソング」
- エンディングテーマ：「水色の朝」（カラベリ・グランド・オーケストラ）

## 放送内容
サバサバした軽いトークは、当時テレビ番組出演時の素振りから「ブリッ子」と形容されていたものとは全く異なる印象を受けるもので、最終回で放送されたフェアウェルパーティーの中では、出席していたリスナーから「テレビではどうして本性を出さないのですか？」と質問されたほどである。
録音番組であり、急病や海外ロケの場合は、何話分も録音してあったため、読者からのハガキがほとんど読まれない時があった。

### オープニング
第一声で、後述のゲストトークでゲストが聖子を例えた言葉を言い、その後番組タイトルを言う。音楽が流れている間、季節の話題などを話す。

### ハガキ紹介
リスナーからのハガキを読み、それについての話題。そこから自身のエピソードや近況のトーク。レコーディングの状況や家庭での出来事など、自身のプライベートが本音で聴けた。

### ゲストトーク
基本的には毎回放送されていたコーナーであるが、特にコーナー名はつけられていなかった。基本的には録音であったが、スタジオにゲストがやってきたことも何度かあった（戸川純など）。
最初の1分程度で「松田聖子を例えると何になるか」という話題。それに対する松田聖子の感想を述べた後に、だいたい3分くらいゲストの会話があって、また松田聖子の感想が述べられる。
ゲストが例えたものの中には突拍子もないものもあり、明石家さんまは「布団のシーツ」、長渕剛は「南極1号」であった。最後のゲストは神田正輝で「風見鶏」。
最終回のフェアウェルパーティーでは、出席者から「松田聖子を例えると何になるか」を募っていた。
【コメントゲスト/スタジオゲスト】Q:「松田聖子を例えると何になるか」回答
- 第1回：坂本龍一（ゲスト）
- 第2回：桑田佳祐　「黒いレコード盤の光沢」
- 第3回：武田鉄矢　「『さるかに合戦』の栗のこども」
- 第4回：沢田研二　「ビーバーエアコン」
- 第5回：タモリ　「山梨名産『月の雫』」
- 第6回：西田敏行　「酸味の強い果物（桃）」
- 第7回：
- 第8回：吉田拓郎　「白雪姫」
- 第9回：研ナオコ　「茶色のプードル」
- 第10回：三浦友和　「葉っぱの上の水滴」
- 第11回：
- 第12回：
- 第13回：
- 第14回：明石家さんま　「布団のシーツ」
- 第15回：萩本欽一　「上野の山」
- 第16回：浅井慎平　「アネモネ（花）」
- 第17回：さだまさし　「タバコ屋の娘」
- 第18回：石森章太郎　「漫画のヒロイン」
- 第19回：糸井重里　「すはま（お菓子）」
- 第20回：松任谷由実（ゲスト）
- 第21回：篠山紀信　「シャンパングラス」
- 第22回：？
- 第23回：谷村新司（電話）※その質問無し・・・1984年3月11日
- 第24回：アントニオ猪木　「IWGPのチャンピォン」
- 第25回：坂崎幸之助　「ラムネの中のビー玉」
- 第26回：谷山浩子　「ココア」
- 第27回：松山千春　「小豆」
- 第28回：？
- 第29回：林真理子　「温泉場のこけし」
- 第30回：井上順　「割り子そば」
- 第31回：山口良一　「ラリアット」
- 第32回：おすぎ　「初夏の窓の傍のレースのカーテン」
- 第33回：？
- 第34回：南こうせつ（？）「」
- 第35回：ケント・ギルバート「チューリップ」
- 第36回：
- 第37回：小田和正（ゲスト）「・・・ライフ（英語で聴き取れず）」・・・1984年6月10日
- 第38回：田中康夫　「カルーアミルク」
- 第39回：近藤正臣　「万華鏡」
- 第40回：日野皓正（生国際電話）「ニューヨーク」
- 第41回：羽賀研二　「白いペルシャ猫」
- 第42回：
- 第43回：川崎徹　「色の振幅」
- 第44回：堺正章　「三菱鉛筆」
- 第45回：
- 第46回：長渕剛（ゲスト）　「南極１号」・・・1984年8月12日
- 第47回：細野晴臣　「花」
- 第48回：南佳孝　「ティンカー・ベル（妖精）」
- 第49回：
- 第50回：原由子　「水彩画」※いわさきちひろが描かれる様な・・・
- 第51回：小林麻美　「虹」
- 第52回：田原俊彦　「イヌ」
- 第53回：戸川純　「帝国主義国家の御姫様」
- 第54回：芳村真理　「マンゴスチン（果物の女王）」
- 第55回：尾崎亜美　「セロリ」
- 第56回：井上陽水　「（ハワイのお酒）マイタイ」
- 第57回：
- 第58回：斎藤清六　「マロンパフェ」
- 第59回：桂文珍　「中之島公園（大阪）」
- 第60回：戸川純（ゲスト）　・・・1984年11月18日
- 第61回：古舘伊知郎　「ブラックホール」
- 第62回：
- 第63回：愛川欽也　「甘栗」
- 第64回：財津和夫　「マシュマロ」
- 第65回：真田広之　「アウトドアスポーツ」
- 第66回：
- 第67回：
- 第68回：来生たかお　「山手線」
- 第69回：小森和子　「コスモス」
- 第70回：小林克也　「置時計」
- 第71回：榊原郁恵　「ダイアモンドのピアス」
- 第72回：中村雅俊　「招き猫」
- 第73回：清水国明　「マンボウ」
- 第74回：岩崎宏美　「平泳ぎ」
- 第75回：
- 第76回：佐野元春　「ミルフィーユ」
- 第77回：片岡鶴太郎「ウーパールーパー」
- 第78回：神田正輝　「風見鶏」

### 小さなファンタジー
日曜日の深夜に移動してから設けられたコーナー。
- キャッチコピー当てクイズや一人ミニドラマが多かった。
- 子供用のピアノで「赤いスイートピー」の弾き語りを行なった。
- ガラスコップに少しずつ量を変えて水を入れ、鉄琴代わりにして「きらきら星」を演奏した。
- 季節的な話題の内容になることも多く、例えば秋には「読書の秋」にちなんで、小説の冒頭の部分から題名を当てる、というようなクイズもあった。
- 番組の中で話した内容について何を言ったか答えるといったクイズもあった。開始前に「自分のいったことを忘れるはずがないよ」と言っていたが、実際には5問題のうち2問は不正解だった。
- 自分の曲でイントロ当てなどのクイズもあったが、やはり全問正解は出来なかった。
- 体力測定をした際に、肺活量を測定したが、事前に「まあ歌手ですから、これはあるでしょう」と言っていたにもかかわらず、1500ccしかなかった。さすがにこの結果には本人が一番驚いていた（ただし、歌唱力と肺活量は必ずしも密接な関係にはない）。ちなみに握力は20kgであった。

### ひとこと質問箱
毎回エンディングテーマの際に、リスナーからの質問に答えるコーナー。このコーナーについては、最終回以外は毎回続いた。「デートの日の下着はどうしますか?」というような質問が多かった。

### エンディング
番組の締めに「愛に口づけ。今夜は○○○（毎回違う内容）にそっとくちづけ」と言う。

## ネット局
※55分放送になった1984年4月より後も、ネット局では55分フルバージョンと30分の短縮版の両方が混在していた。
- 青森放送 - 日曜 21:30 - 22:00（1983年10月 - 1984年3月）→ 日曜 23:00 - 23:55（1984年4月 - 1985年3月）
- 秋田放送 - 土曜 24:05 - 25:00（1:00）（1984年4月 - 1985年3月）
- 山形放送 - 土曜 21:00 - 21:30（1983年10月 - 1984年3月）→ 日曜 23:30 - 24:00（1984年4月 - 1985年3月）
- 信越放送 - 日曜 21:05 - 22:00（1984年10月 - 1985年3月）
- 東海ラジオ放送 - 火曜 20:30 - 21:00（1983年10月 - 1984年3月）→ 日曜 10:30 - 11:00（1984年7月 - 9月）→ 木曜 20:30 - 21:00（1984年10月 - 1985年3月）
  - （※1984年4月 - 6月の間はネット放送中断）
- 北陸放送 - 月曜 20:30 - 21:00（1984年4月 - 9月）→ 日曜 22:00 - 22:30（1984年10月 - 1985年3月）
- ラジオ大阪 - 日曜 20:30 - 21:00（1983年10月 - 1984年3月）→ 日曜 23:30 - 24:00（1984年4月 - 9月）→ 日曜 21:30 - 22:00（1984年10月 - 1985年3月）
- 山陰放送 - 火曜 19:00 - 19:30（1983年10月 - 1984年3月）／日曜 21:00 - 21:30（ネット再開、1984年10月 - 1985年3月）
- 中国放送 - 火曜 21:00 - 21:30（1983年10月 - 1984年3月）→ 日曜 15:00 - 15:30（1984年4月 - 1985年3月）
- 山口放送 - 土曜深夜 25:00 - 25:55（日曜 1:00 - 1:55、1984年10月 - 1985年3月）
- 南海放送 - 日曜 22:00 - 22:30（1984年4月 - 1985年3月）
- 高知放送 - 日曜 23:05 - 23:35（1984年4月 - 1985年3月）
- KBCラジオ - 土曜 21:00 - 21:30（1983年10月 - 1984年3月）→ 月曜 21:00 - 21:30（1984年4月 - 9月）→ 土曜 21:00 - 21:30（1984年10月 - 1985年3月）
- 長崎放送 - 土曜 23:00 - 23:30（1983年10月 - 1984年3月）→ 日曜 24:00 - 24:55（1984年4月 - 1985年3月）
- 南日本放送 - 日曜 22:00 - 22:30（1984年4月 - 1985年3月）

## 書籍
番組内でのトークを集めた本が発売されていた。
- 「松田聖子・愛にくちづけ 22歳のプレリュード」ニッポン放送出版　1984年（昭和59年）3月（ISBN:4-947609-12-5）

| ニッポン放送 土曜 21:00 - 21:30枠（ナイターオフ枠） （1983年10月15日 - 1984年3月） | ニッポン放送 土曜 21:00 - 21:30枠（ナイターオフ枠） （1983年10月15日 - 1984年3月） | ニッポン放送 土曜 21:00 - 21:30枠（ナイターオフ枠） （1983年10月15日 - 1984年3月） |
| 前番組                                                                             | 番組名                                                                             | 次番組                                                                             |
| ---------------------------------------------------------------------------------- | ---------------------------------------------------------------------------------- | ---------------------------------------------------------------------------------- |
| 1982年度 ジュリープラスα 夜はライバル                                              | 1983年度 松田聖子 愛にくちづけ                                                     | 1984年度 危険!チェッカーズ                                                         |
| ニッポン放送 日曜日 24:05 - 25:00枠 （1984年4月 - 1985年3月31日）                  |                                                                                    |                                                                                    |
| はた金次郎の オールナイトニッポン 電話リクエスト （24:05 - 25:30）                 | 松田聖子 愛にくちづけ                                                              | 青春ファンタジア 菊池桃子 あなたと星の上で                                         |